# David Wright (calciatore)
David Wright (Warrington, 1º maggio 1980) è un ex calciatore inglese, difensore.